# Rechelle Hawkes
Rechelle Margaret Hawkes (Albany, 30 de mayo de 1967) es una exjugadora de hockey sobre césped australiana, capitana de la selección nacional y conocida como Hockeyroos. Llevó el brazalete de capitán durante ocho años y fue la segunda deportista australiana después de la nadadora Dawn Fraser en conseguir tres oros olímpicos en tres Juegos Olímpicos diferentes: Seúl 1988, Atlanta 1996 y Sydney 2000. Hawkes también compitió en los Juegos Olímpicos de Barcelona 1992, donde Australia acabó en quinto lugar. 
Hizo su debut en 1985, y alcanzó un hito en 1999, cuando el centrocampista celebró 250 partidos con la selección nacional. Fue la encargada de leer el Juramento Olímpico de los atletas en los Juegos Olímpicos de Sídney 2000.
Recibió la Medalla de la Orden de Australia en 1989, la Medalla Deportiva Australiana en 2000, y la Medalla Centenaria en 2001. En 2001, fue propuesta por el Instituto Australiano de Deportes como 'La mejor deportista australiana'. Entró en el Sport Australia Hall of Fame en 2002.
Actualmente, Hawkes es ayudante del equipo femenino del Victoria Park Xavier Hockey Club.